# Jewel Songs 〜Seiko Matsuda Tribute & Covers〜
『Jewel Songs 〜Seiko Matsuda Tribute & Covers〜』（ジュエル・ソングズ セイコ・マツダ・トリビュート・アンド・カヴァーズ）は、松田聖子3作目のトリビュート・アルバム。2006年12月13日発売。発売元はSony Records。

## 解説
松田の楽曲を女性歌手を中心にカバーした楽曲を集めたアルバム。

## 収録曲
1. 秘密の花園（sing by YUKI）
シングル「秘密の花園」タイトル曲
2. 渚のバルコニー（sing by Cocco）
シングル「渚のバルコニー」タイトル曲
3. あなたに逢いたくて（sing by LISA）
シングル「あなたに逢いたくて〜Missing You〜/明日へと駆け出してゆこう」1曲目
4. 天使のウィンク（sing by PUFFY）
シングル「天使のウィンク」タイトル曲
5. 制服（sing by ガガガSP）
シングル「赤いスイートピー」カップリング
6. 抱いて…（sing by マニ☆ラバ）
アルバム『Citron』収録
7. ボーイの季節（sing by 尾崎亜美）
シングル「ボーイの季節」タイトル曲
作詞・作曲の尾崎自らの歌唱。
尾崎自身もアルバム『POINTS-2』でカバー。
8. SWEET MEMORIES（sing by 小島麻由美）
シングル「ガラスの林檎/SWEET MEMORIES」2曲目
9. 瑠璃色の地球（sing by 中森明菜）
アルバム『SUPREME』収録
中森のカバー・アルバム『-ZEROalbum- 歌姫2』に収録。
後にシングル「Days」にボーナス・トラックとしてリカットされた。
10. 瞳はダイアモンド（sing by CHARA）
シングル「瞳はダイアモンド/蒼いフォトグラフ」1曲目